# Pallone d'oro FIFA 2013

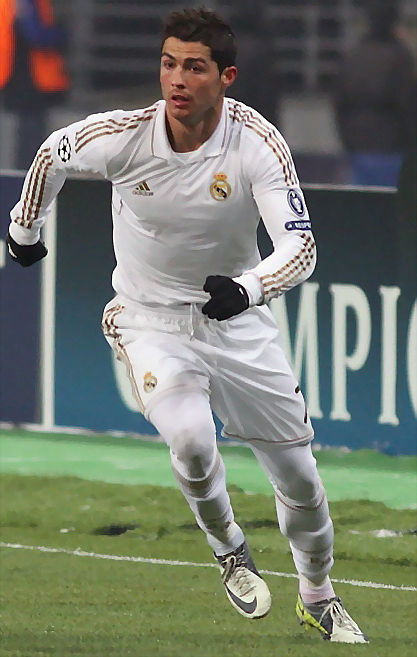
Cristiano Ronaldo, per la seconda volta vincitore del Pallone d'oro FIFA.

Il Pallone d'oro FIFA 2013 è stato consegnato, il 13 gennaio 2014 a Zurigo, Svizzera, a Cristiano Ronaldo. Il 29 ottobre 2013 è stata resa la lista dei 23 candidati calciatori ed i 10 candidati allenatori. La squadra con più "nomination" è il Bayern Monaco campione d'Europa, con sei calciatori candidati, oltreché l'allenatore Jupp Heynckes.
Durante la cerimonia vengono anche dichiarati i vincitori del FIFA Women's World Player of the Year, del FIFA World Coach of the Year per il calcio maschile e femminile, del FIFA Puskás Award, del FIFA Presidential Award e del FIFA Fair Play Award.

## Pallone d'oro FIFA
Per il Pallone d'oro FIFA hanno votato 184 commissari tecnici, 184 capitani di squadre nazionali e 173 rappresentanti dei media per un totale di 541 votanti.

## FIFA Women's World Player of the Year
Per il FIFA Women's World Player of the Year hanno votato 147 commissari tecnici, 146 capitane di squadre nazionali e 88 rappresentanti dei media per un totale di 381 votanti.
Mancano 5 punti (3 per un secondo posto e 2 per due terzi posti), che non vengono riportati dalla FIFA.

## FIFA World Coach of the Year

### Calcio maschile
Per il premio come miglior allenatore di calcio maschile hanno votato 183 commissari tecnici, 185 capitani di squadre nazionali e 173 rappresentanti dei media per un totale di 541 votanti.

### Calcio femminile
Per il premio come miglior allenatore di calcio femminile hanno votato 146 commissari tecnici, 146 capitane di squadre nazionali e 88 rappresentanti dei media per un totale di 380 votanti.

## FIFA Puskás Award
Il FIFA Puskás Award, premio attribuito alla rete più spettacolare dell'anno sulla base di un sondaggio pubblicato sul sito ufficiale della Federazione, è stato assegnato a Zlatan Ibrahimović, per il gol realizzato il 14 novembre 2012 nella partita tra Svezia e Inghilterra. Il giocatore svedese ha battuto Nemanja Matić e Neymar.
Gli altri giocatori nominati erano Peter Ankersen, Lisa De Vanna, Antonio Di Natale, Panagiōtīs Kone, Daniel Ludueña, Louisa Nécib e Juan Manuel Olivera.

## FIFA Presidential Award
- Jacques Rogge[2]

## FIFA Fair Play Award
- Federazione calcistica dell'Afghanistan[2]

## FIFA Ballon d'Or Prix d'Honneur
- Pelé[2][11]